# Burgstall Lachen
Der Burgstall Lachen bezeichnet eine abgegangene spätlatènezeitliche Viereckschanze (Höhenburg) bei 600 m ü. NHN etwa 1850 Meter nordwestlich der Pfarrkirche Mariä Heimsuchung in der Gemeinde Utting am Ammersee im Landkreis Starnberg in Bayern. Die Anlage wird als Bodendenkmal unter der Aktennummer D-1-7932-0035 als „Viereckschanze der späten Latènezeit“ geführt.

## Beschreibung

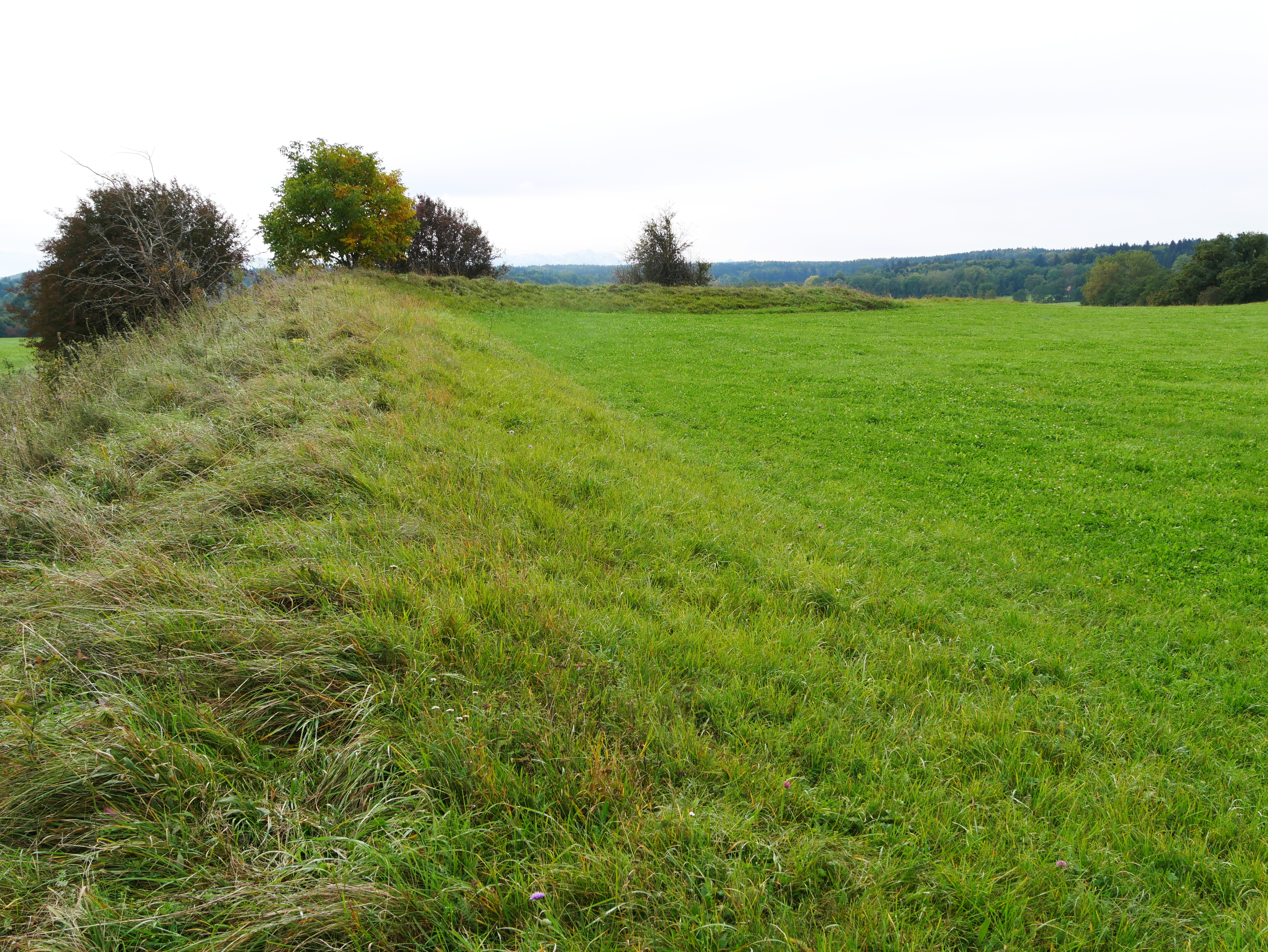
Südostecke der Viereckschanze, Innenseite

Die Schanze ist eine leicht trapezförmige Anlage mit überhöhten Ecken und einem Eingang an der Westseite. Die Ausmaße betragen ca. 150 × 120 m. Das Burgareal liegt heute auf einem Wiesengrundstück.